# Bruine stormvogel
De bruine stormvogel (Procellaria cinerea) is een vogel uit de familie van de stormvogels en pijlstormvogels (Procellariidae). Het is een zeevogel van het zuidelijk halfrond.

## Kenmerken
De bruine stormvogel heeft een witte onderzijde. De ondervleugels zijn asgrijs. Hij heeft een zwarte kap en een grijze rug die donkerder wordt naar de staart toe. De lichaamslengte bedraagt 50 cm, de spanwijdte 115 tot 130 cm en het gewicht 0,76-1,52 kg.

## Leefwijze
Het voedsel bestaat uit weekdieren, vis en schaaldieren.

## Voortplanting
De bruine stormvogel broedt in de periode maart-juli in zelf gegraven legers op steile hellingen met flink wat begroeiing. Het vrouwtje legt één ei dat 52 tot 61 dagen bebroed wordt. De jonge vogels zijn na 102 tot 120 dagen zelfstandig.

## Verspreiding en leefgebied
De bruine stormvogel broedt op Tristan da Cunha, Gougheiland, de Prins Edwardeilanden, de Crozeteilanden, de Kerguelen en in Nieuw-Zeeland op Campbell-eiland en de Antipodeneilanden. Buiten het broedseizoen komen ze voor in Antarctica, Argentinië, Australië, Brazilië, Chili, de Falklandeilanden, Mozambique, Namibië, Nieuw-Zeeland, Peru, Sint-Helena, Zuid-Afrika, Zuid-Georgia en de Zuidelijke Sandwicheilanden en Uruguay.

## Status
De grootte van de populatie werd in 2016 geschat op 150 duizend volwassen vogels. Op sommige eilanden hebben de broedvogels te lijden van verwilderde katten en ratten. Op het eiland Gough is aangetoond dat muizen nestjongen van zeevogels kunnen aanvreten en doden. Daarnaast is de vogel in de wateren rond Nieuw-Zeeland slachtoffer van de langelijnvisserij op tonijn. Om deze redenen staat deze soort als gevoelig op de Rode Lijst van de IUCN.